# 주자감
주자감(胄子監)은 발해의 국립 교육기관이다. 발해 문왕 때 설치되었으며, 왕족과 귀족을 대상으로 하였다.

## 같이 보기
- 국자감 (고려)
- 국학(신라)